# Valentin-Traudt-Schule Großalmerode
Die Valentin-Traudt-Schule in Großalmerode ist eine kooperative Gesamtschule des Werra-Meißner-Kreises mit Ganztagsangebot. Sie wurde nach dem Heimatdichter Valentin Traudt benannt.

## Geschichte
Am 3. Oktober 1953 fand die Einweihung des ersten Gebäudes der heutigen Valentin-Traudt-Schule in der Jonasbach statt, die zunächst als Volksschule konzipiert war. Aus ihr ist mit ständigen Gebäudeerweiterungen eine Gesamtschule entstanden, die auch die Mittelschule als Realschulzweig aufgenommen hat. Die Einführung der Gesamtschule (1972) hat die Schulstruktur im Einzugsgebiet von Großalmerode tiefgreifend verändert. Die Schüler der umliegenden Dorfschulen, der städtischen Realschule und der Hauptschule wurden unter einem Dach vereint. Hinzu kam ein gymnasialer Zweig, der für Großalmerode erstmals den direkten Zugang zum Abitur ermöglichte.

## Schule heute

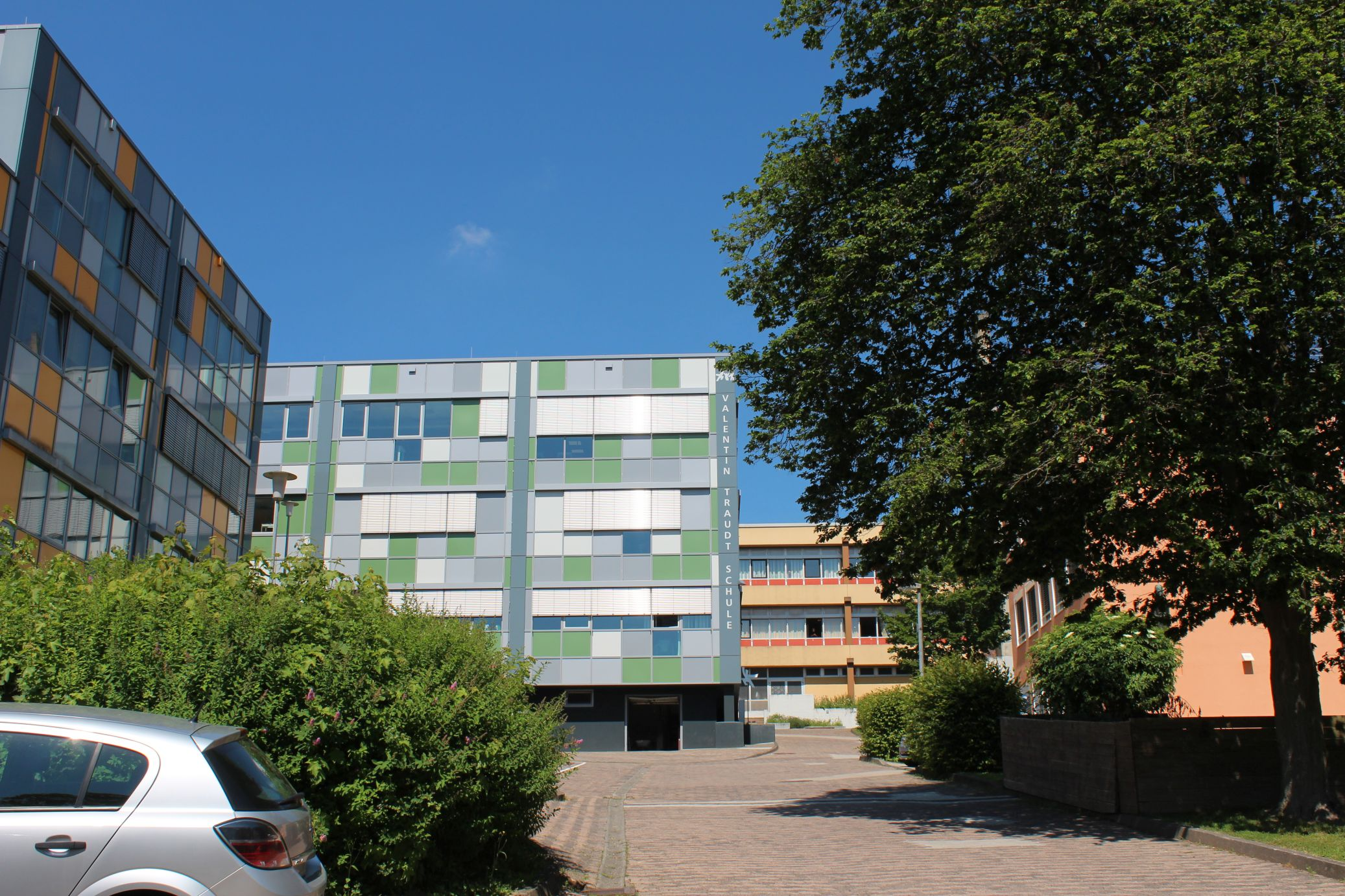
A, B und C Trakt der VTS, Juni 2019

In der Valentin-Traudt-Schule (VTS) gibt es eine Eingangsstufe. Dort sind die H/R-Klassen 5/6 als Förderstufe und die gymnasialen Klassen 5/6 als gymnasiale Eingangsklasse organisiert. Nach der Eingangsstufe werden die Schüler in den Schulformen Gymnasium, Realschule und Hauptschule beschult. Im Haupt- und Realschulbereich werden die Lernenden durch Förderangebote unterstützt und im Gymnasialbereich findet eine Begabtenförderung statt. Seit Mitte 2019 wird zudem in allen Schulformen Grundlagenunterricht in der Nutzung von Computern sowie Office-Software erteilt.
Zahlreiche Umbaumaßnahmen wurden bis November 2016 durchgeführt. Hierzu mussten die vorhandenen Gebäudeteile kernsaniert und dem Schulkonzept des SoL (selbstorganisiertes Lernen) und des IL (individualisiertes Lernen) entsprechend gestaltet werden.

## Ganztagsangebot
Die Valentin-Traudt-Schule ist seit Beginn des Schuljahres 2006/2007 eine Ganztagsschule mit einer Stundenrhythmisierung von 45/90 Minuten und einer 45-minütigen Mittagspause nach der 5. Stunde. Zu diesem Ganztagsangebot gehören Einrichtungen wie beispielsweise die Spieliothek, die Schul- und Stadtbücherei, ein umfangreiches AG-Angebot und ein Schulrestaurant, welche auf die Bedürfnisse der Lernenden abgestimmt sind und zum Teil auch der Öffentlichkeit offenstehen.

## Schul- und Entwicklungsprozess
Im Jahr 2005 schien die Valentin-Traudt-Schule auf Grund sinkender Schülerzahlen kurz vor der Schließung zu stehen. Daraufhin wurde ein Schulentwicklungsprozess durch Schulleitung, Klassen- und Jahrgangsteams sowie Fach- und Steuergruppen eingeleitet, der nicht nur den demografischen Wandel mit einbezog, sondern auch die gesellschaftlichen Diskussionen über die Bedeutung von Schule in der Öffentlichkeit.
Es wurde damit begonnen, ein systematisches Qualitätsmanagement aufzubauen und die schulischen Verfahren zu evaluieren. Primäres Bildungsziel der Valentin-Traudt-Schule ist es seitdem, die Schüler in die Lage zu versetzen, den Herausforderungen des Lebens zu begegnen und sie erfolgreich zu bewältigen – im Sinne ganzheitlicher und umfassender Bildung. Es fand ein Paradigmenwechsel vom Belehren hin zum Lernen im Sinne des selbstorganisieren Lernens (SoL) statt, was als die Befähigung zum eigenständigen Aneignen von Fähigkeiten und Kenntnissen verstanden wird. Aus diesem Grund können sich die Lernenden auch selbst aktiv in die Schulentwicklung einbringen. Seit ein paar Jahren dient die Valentin-Traudt-Schule durch ihre langjährige SoL-Erprobung und Verfeinerung als ein Anlaufpunkt der Region für zahlreiche Schulen und bietet Unterrichtshospitationen sowie Besichtigungen der nach SoL-Kriterien gestalteten Unterrichtsräume an und steht als Partner für SoL-bezogene Fortbildungen und Referenz einer gelingenden Ganztagsschule zur Verfügung.
Durch diese noch immer andauernden Entwicklungsprozesse ist es der Valentin-Traudt-Schule als einzige Schule im Werra-Meißner-Kreis gelungen, steigende Schülerzahlen zu erreichen.